# Пальовиці
Пальовиці (пол. Palowice) — село в Польщі, у гміні Червьонка-Лещини Рибницького повіту Сілезького воєводства.
Населення — 1468 осіб (2011).
У 1975-1998 роках село належало до Катовицького воєводства.

## Демографія
Демографічна структура станом на 31 березня 2011 року:
|          | Загалом | Допрацездатний вік | Працездатний вік | Постпрацездатний вік |
| -------- | ------- | ------------------ | ---------------- | -------------------- |
| Чоловіки | 737     | 153                | 510              | 74                   |
| Жінки    | 731     | 141                | 453              | 137                  |
| Разом    | 1468    | 294                | 963              | 211                  |